# Xixuthrus lameerei
Xixuthrus lameerei là một loài bọ cánh cứng trong họ Cerambycidae.